# Triaspidogastra lutea
Triaspidogastra lutea är en stekelart som beskrevs av Granger 1949. Triaspidogastra lutea ingår i släktet Triaspidogastra och familjen bracksteklar. Inga underarter finns listade i Catalogue of Life.